# Kazuki Yao
Kazuki Yao (矢尾 一樹 Yao Kazuki?) nació el 17 de junio de 1959 es un veterano seiyū y actor que nació en la Prefectura de Ishikawa.  Yao actualmente es representado por Sigma Seven.

## Roles interpretados

### Series
- YAT Anshin! Uchū Ryokō (Capitán Rock)
- Agatha Christie's Great Detectives Poirot and Marple (Dezumondo)
- Astroboy (2003) (Skunk)
- Initial D (Kōichirō Iketani)
- Digimon Adventure 02 (Igamon)
- F-Zero: GP Legend (Jack Levin)
- Nerima Daikon Brothers (Prime Minister Oizuma)
- Captain Tsubasa (Otto Heffner)
- Demonbane (Tiberius)
- Mobile Suit Gundam ZZ (Judau Ashta)
- Mobile Suit Zeta Gundam (Gates Kappa, Ajiz Aziba)
- Naruto Shippūden (Suika)
- Corrector Yui (Kasuga Shinichi)
- Zatch Bell! (Steng)
- Shijou Saikyou no Deshi Kenichi ( Ikki Takeda)
- Street Fighter II V (Fei Long)
- Zoids: Chaotic Century (Stinger)
- Sousei No Aquarion (Moroha)
- Dancougar - Super Beast Machine God (Shinobu Fujiwara)
- Tenjho Tenge (Bunshichi Tawara)
- Fullmetal Alchemist (Lieutenant Yoki)
- Hunter × Hunter 2011 (Majitani)
- Beast Wars (Starscream)
- Beast Wars Neo (Saberback)
- Black Jack (Takashi)
- Betterman (Bodaijiyu)
- Magical Girl Pretty Sammy (Ginji Kawai)
- Detective Conan (Kuramoto Youji)
- Monster Rancher (Tiger)
- One Piece (Jango, Bentham, Franky, Mounblutain)
- Lance Corporal Zoruru en Sargento Keroro
- Great Teacher Onizuka (Saejima Toshiyuki)
- Tales of the Abyss. The Animation (Dist)
- Saint Seiya Omega (Harbinger de Tauro)
- Death Note (Sidoh)
- Kaiji - (Kitami)
- Shijō Saikyō no Deshi Ken'ichi (Ikki Takeda)
- Onihei Hankachō (Bunkichi, ep 13)
- Digimon Xros Wars (Zamielmon)

### OVA
- Bastard!! (Dark Schneider)
- Gunbuster (Toren Smith)
- Legend of the Galactic Heroes (Warren Hughs)
- Megazone 23 Parts I and II (Shogo Yahagi)
- Madara (Seishinja)
- Sorcerer on the Rocks (Shibas Scotch)
- The Heroic Legend of Arslan (Guibu)
- Ushio and Tora (Juro)
- Shijō Saikyō no Deshi Ken'ichi (Ikki Takeda)

### Animación teatral
- Slayers Return (Zahhard)
- Violinist of Hameln (Hamel)

### Videojuegos
- Angelique (Pastha)
- Ys 4: The Dawn of Ys (Mīyu)
- Demonbane (Tiberius)
- Super Robot Wars series (Judau Ashta, Gates Kappa, Fujiwara Shinobu)
- Tales of the Abyss (Dist)